# Pisserotte
La Pisserotte ou le ruisseau de la Pisserotte est un ruisseau de Belgique, affluent de la Wamme qui fait donc partie du bassin versant de la Meuse. Elle coule en province de Luxembourg.
Elle prend sa source sur les hauteurs du bois de Vecmont, dans la commune de La Roche-en-Ardenne, et se jette dans la Wamme dans la commune de Nassogne après avoir alterné régulièrement son cours entre les communes de Nassogne et Tenneville, au nord du site Idélux de Tenneville et du parc naturel des Deux Ourthes.